# Жечиця-Кольонія (Пулавський повіт)
Жечиця-Кольонія (пол. Rzeczyca-Kolonia) — село в Польщі, у гміні Казімеж-Дольний Пулавського повіту Люблінського воєводства.
Населення — 265 осіб (2011).
У 1975-1998 роках село належало до Люблінського воєводства.

## Демографія
Демографічна структура станом на 31 березня 2011 року:
|          | Загалом | Допрацездатний вік | Працездатний вік | Постпрацездатний вік |
| -------- | ------- | ------------------ | ---------------- | -------------------- |
| Чоловіки | 141     | 34                 | 92               | 15                   |
| Жінки    | 124     | 28                 | 59               | 37                   |
| Разом    | 265     | 62                 | 151              | 52                   |